# Protoneura cupida
Protoneura cupida är en trollsländeart som beskrevs av Philip Powell Calvert 1903. Protoneura cupida ingår i släktet Protoneura och familjen Protoneuridae. IUCN kategoriserar arten globalt som livskraftig. Inga underarter finns listade i Catalogue of Life.